# Odontopera cervinaria
Odontopera cervinaria là một loài bướm đêm trong họ Geometridae.